# 津軽恋歌
「津軽恋歌」（つがるこいうた）は、2008年6月4日に発売された花咲ゆき美の2枚目のシングル。

## 解説
日本クラウンのホームページには「津軽三味線をフィーチャーして、気持ちのよいメロディーをのびのびと歌っており“聴いて良し”“歌って良し”の好楽曲に仕上がりました」とある。

## 収録曲
- 両楽曲共に、作詞：池田充男、作曲：新井利昌、編曲：丸山雅仁

1. 津軽恋歌（4分43秒）
2. 親娘酒（4分17秒）
3. 津軽恋歌（オリジナル・カラオケ）
4. 親娘酒（オリジナル・カラオケ）
5. 津軽恋歌（一般用カラオケ）